# Église Saint-Crépin-Saint-Crépinien de Saulces-Champenoises
L'église Saint-Crépin-Saint-Crépinien est une église en grande partie romane située à Saulces-Champenoises, en France.

## Description
Une tour rectangulaire surmonte la travée qui précède le chœur. La nef possède un portail à l'ouest, sobre, et un portail au sud, de style flamboyant distinct du style roman du reste de l'édifice.

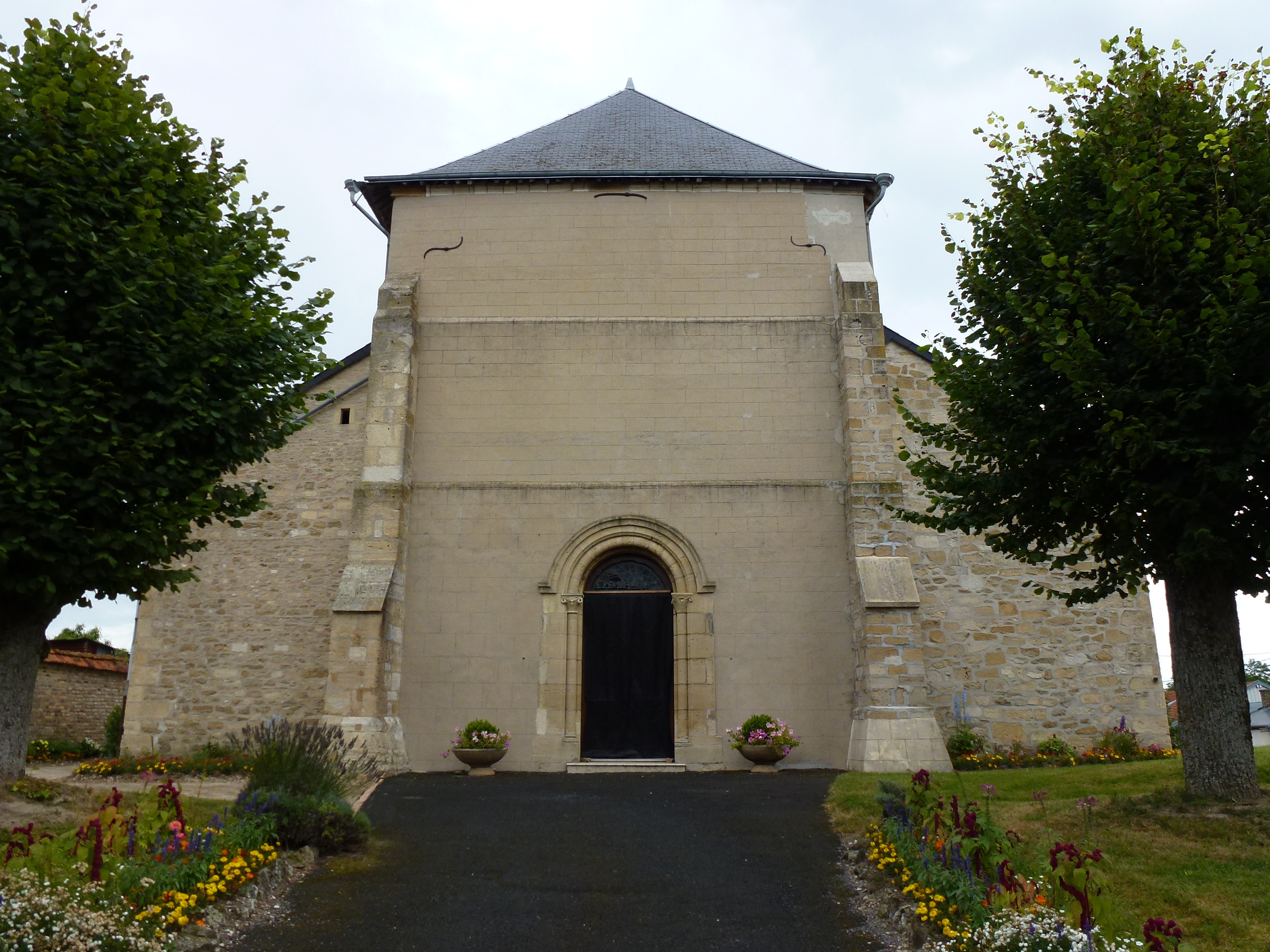
Portail de la façade occidentale
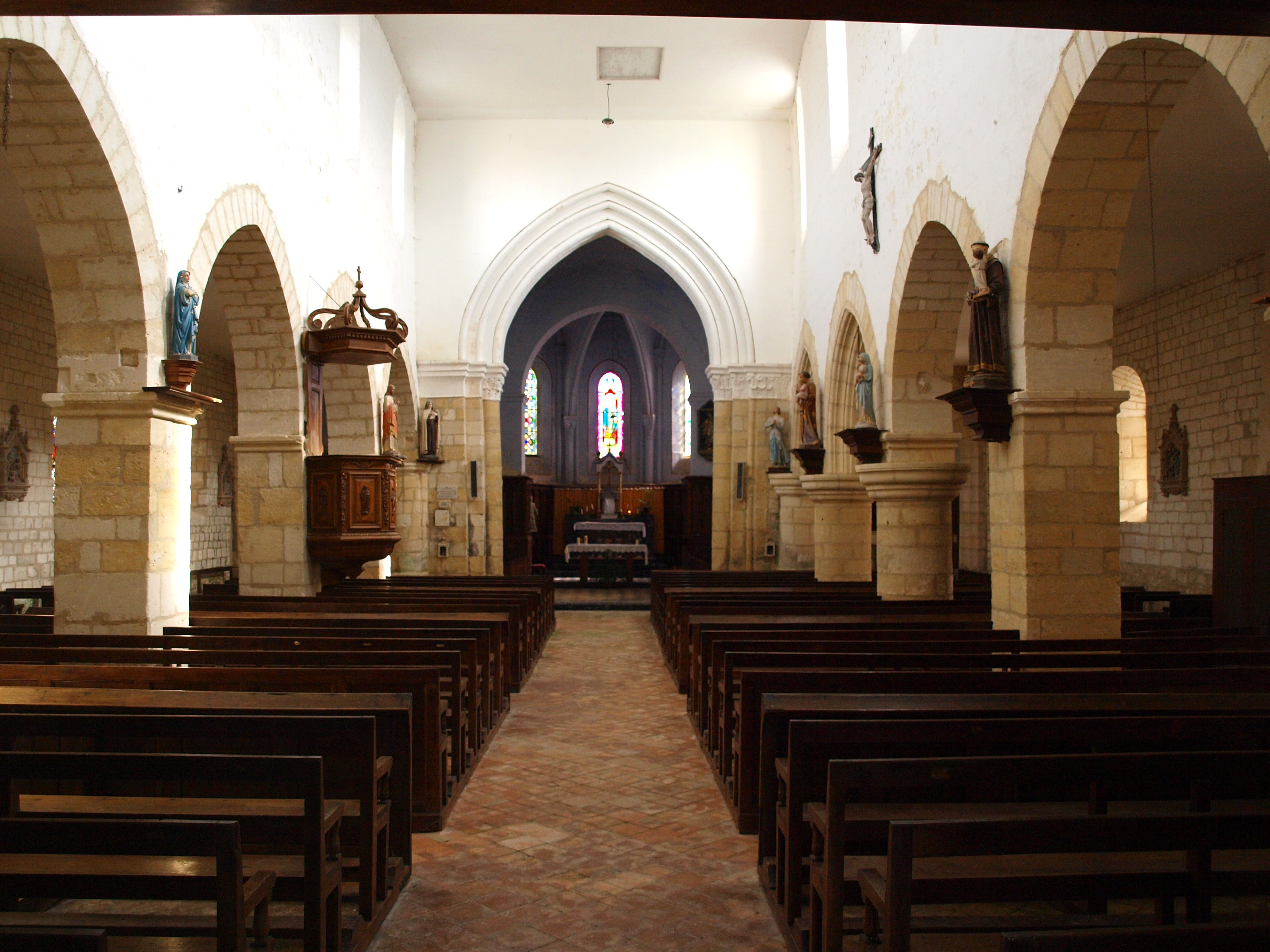
Intérieur de l'église
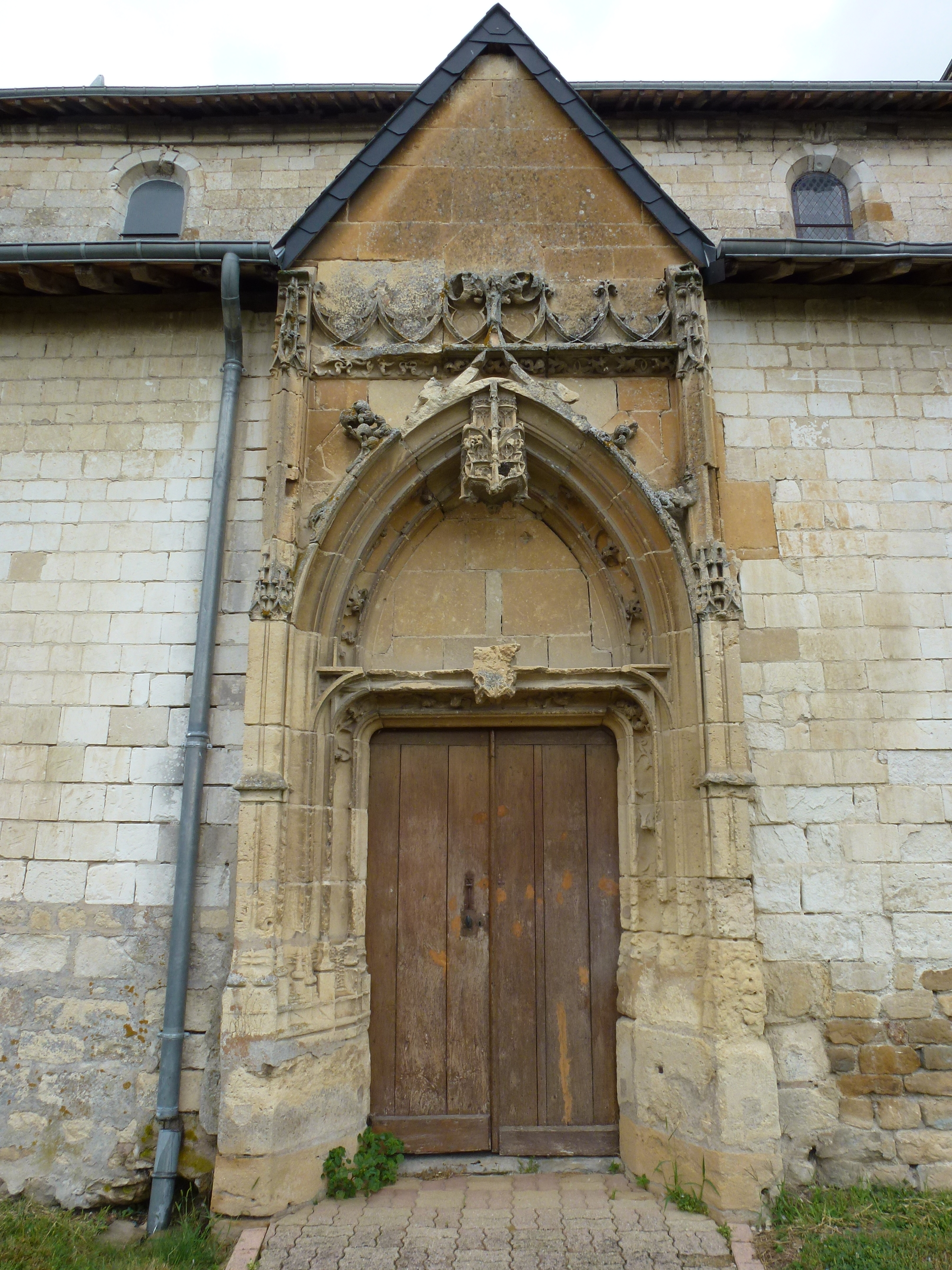
Portail sud

À l'intérieur, la nef et ses bas-côtés sont plafonnés. De grandes arcades en arc brisés retombent sur des piles cylindriques ou rectangulaires. La nef s'ouvre vers le transept par un arc-diaphragme en tiers-point. Le transept et le chœur sont voutés sur croisées d'ogives, avec des piles à feuilles d'acanthe.

## Localisation
L'église est située un peu en hauteur, au centre de la commune de Saulces-Champenoises, département français des Ardennes.

## Historique
L'église est du XIIe siècle. Le portail de la façade occidentale a été restauré en 1892. L'édifice est inscrit au titre des monuments historiques en 1930.